# Carl G. Bachmann

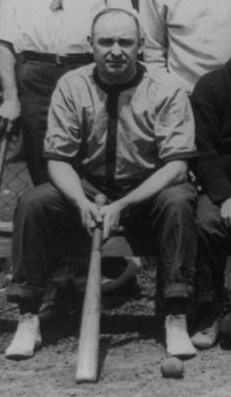
Carl G. Bachmann bei einem Spiel der republikanischen Baseball-Kongressmannschaft (1927)

Carl George Bachmann (* 14. Mai 1890 in Wheeling, West Virginia; † 22. Januar 1980 ebenda) war ein US-amerikanischer Politiker. Zwischen 1925 und 1933 vertrat er den ersten Wahlbezirk des Bundesstaates West Virginia im US-Repräsentantenhaus.

## Werdegang
Carl Bachmann besuchte die öffentlichen Schulen seiner Heimat einschließlich des Linsly Institute, von dem er im Jahr 1908 abging. Danach setzte er für zwei Jahre seine Ausbildung am Washington and Jefferson College in Washington (Pennsylvania) fort. Anschließend studierte er bis 1915 an der West Virginia University unter anderem Jura. Nach seiner im selben Jahr erfolgten Zulassung als Rechtsanwalt begann er in Wheeling in seinem neuen Beruf zu arbeiten. Im Januar 1917 wurde er zum stellvertretenden Bezirksstaatsanwalt im Ohio County ernannt. Zwischen 1921 und 1925 war er eigentlicher Bezirksstaatsanwalt in diesem Kreis.
Bachmann war Mitglied der Republikanischen Partei und wurde 1924 als deren Kandidat im ersten Distrikt von West Virginia in das US-Repräsentantenhaus in Washington, D.C. gewählt. Dort trat er am 4. März 1925 die Nachfolge von Benjamin L. Rosenbloom an. Nach drei Wiederwahlen konnte er bis zum 3. März 1933 vier Legislaturperioden im Kongress absolvieren. Die letzten Jahre waren von der Weltwirtschaftskrise geprägt. Im 72. Kongress war er der Whip der republikanischen Fraktion. Bei den Wahlen des Jahres 1932, die bundesweit einen großen Sieg der Demokratischen Partei ergaben, verlor auch Bachmann gegen den Demokraten Robert L. Ramsay.
Nach dem Ende seiner Zeit im Kongress arbeitete Bachmann wieder als Anwalt in Wheeling. Im Jahr 1934 kandidierte er erfolglos für eine Rückkehr in den Kongress. Von 1939 bis 1941 war er Mitglied des Stadtrates von Wheeling. Zwischen 1941 und 1944 gehörte er auch der Kontrollkommission des Staates West Virginias zum Umgang mit dem Alkohol an. Gleichzeitig war er geschäftsführender Direktor der zivilen Verteidigungsbehörde seines Staates. Zwischen 1947 und 1951 war Bachmann Bürgermeister von Wheeling. Danach war er weiter als Anwalt tätig. Außerdem stieg er in das Bankgeschäft ein. Carl Bachmann starb im Januar 1980 in seiner Heimatstadt Wheeling im Alter von 89 Jahren. Er war seit dem 14. Juli 1914 mit Susan Louise Smith verheiratet, mit der er drei Kinder hatte.